# Кльоба Лев Гнатович
Кльоба Лев Гнатович — кандидат економічних наук, доцент, доцент кафедри фінансів, обліку та аналізу, Інституту підприємництва та перспективних технологій, Національного університету «Львівська політехніка».

## Освіта
Вищу економічну освіту здобув закінчивши інженерно-економічний факультет Львівського політехнічного інституту за спеціальністю «Економіка і управління в машинобудуванні».
Другу вищу освіту здобув у 1995 році закінчивши Міжнародний інститут ринкових відносин та підприємництва (м. Київ) за спеціальністю «Фінанси і кредит» і отримавши кваліфікацію «Економіст. Менеджер банківської справи».
У 2005 році, як здобувач вченого ступеня кандидата економічних наук, був прикріплений до кафедри банківського і страхового бізнесу Львівського національного університету імені Івана Франка для підготовки і захисту кандидатської дисертації та складання кандидатських іспитів.
В 2008 р. успішно захистив дисертацію на здобуття наукового ступеня кандидата економічних наук за спеціальністю 08.00.08 «Гроші, фінанси і кредит» на тему: «Управління банківською інвестиційною діяльністю в Україні».
Науковий керівник: доктор економічних наук, професор Реверчук Сергій Корнійович, Львівський національний університет імені Івана Франка

## Професійна діяльність
- 01.08.2015 р. — по даний час доцент кафедри фінансів, обліку та аналізу, Інституту підприємництва та перспективних технологій, Національного університету «Львівська політехніка»
- 01.01.2015 р. — по даний час Член спостережної ради ПАТ «Кредобанк»[1]
- 03.09.2010 р. — 01.08.2015 р. доцент кафедри фінансів НУ «Львівська політехніка»
- За сумісництвом працював на викладацькій роботі, в тому числі, у Львівському національному університеті імені Івана Франка (2005—2008 рр.) на посаді старшого викладача кафедри банківського і страхового бізнесу, у Львівському інституті банківської справи Університету банківської справи НБУ (2005—2009 рр.) на посаді старшого викладача кафедри банківської справи, в Національному університеті «Львівська політехніка» (2007—2010 рр.) на посадах старшого викладача, доцента кафедри маркетингу і логістики.
- 01.04.2009 р. — 09.08.2010 р. головний спеціаліст-аналітик ПАТ «КРЕДОБАНК»
- 01.07.2003 р. — 31.03.2009 р. керівник центру сприяння залученню іноземних інвестицій та розвитку малого і середнього бізнесу ПАТ «КРЕДОБАНК»
- 01.03.2002 р. — 30.06.2003 р. директор департаменту корпоративного продажу ПАТ «КРЕДОБАНК»
- 31.08.2001 р. — 28.02.2002 р. директор департаменту розробки і продажу банківських продуктів ПАТ «КРЕДОБАНК»
- 18.10.1996 р. — 30.08.2001 р. директор Дрогобицької філії ПАТ «КРЕДОБАНК»
- 14.10.1994 р. — 17.10.1996 р. головний спеціаліст, заступник директора Дрогобицької філії ПАТ «КРЕДОБАНК»
- 10.10.1989 р. — 13.10.1994 р. начальник відділу фінансів і маркетингу Дрогобицького долотного заводу
- 25.11.1982 р. — 09.10.1989 р. заступник начальника виробничого відділу Дрогобицького долотного заводу[2]

## Навчальна робота
Дисципліни, які викладаються та відповідні публікації
1. Банківська система.
1. Кльоба, Л. Вдосконалення управління банківською інвестиційною діяльністю в Україні / Л. Кльоба // Вісник НБУ. — 2011. — № 5. — С. 51–53.
2. Кльоба Л. Г. Умови та чинники державного регулювання банківської діяльності /Л. Г. Кльоба, В. Л. Кльоба, Р. Л. Кльоба // Економіка та держава. — 2013. — № 9. — С. 42-45.
3. Кльоба Л. Г. Методологічні підходи до визначення сутності банків і банківської діяльності / Л. Г. Кльоба, В. Л. Кльоба, Р. Л. Кльоба // Економіка та держава. — 2013. — № 10. — С. 55-58.

2. Менеджмент персоналу фінансових служб.
1. Кльоба Л. Г. Класифікація ризиків та оцінка ефективності менеджменту персоналу банку / Й. М. Петрович, Л. Г. Кльоба, В. Л. Кльоба // Менеджмент та підприємництво в Україні: етапи становлення і проблеми розвитку: [збірник наукових праць] / відповідальний редактор О. Є. Кузьмін. — Львів: Видавництво Львівської політехніки, 2012. — С. 111—118.
2. Кльоба Л. Г. Система збалансованих показників як інноваційний інструмент удосконалення менеджменту персоналу банку / Л. Г. Кльоба // Вісник університету банківської справи національного банку України. — 2012. — № 1 (13) . — С.284-288.
3. Кльоба Л. Г. Збалансована система показників як ефективний інструмент управління кадровою безпекою банку / Л. Г. Кльоба // Вісник Національного банку України. — 2014. — № 4 . — С.68-72.

## Науково-дослідна робота

### Тема кандидатської дисертації
«Управління банківською інвестиційною діяльністю в Україні». Спеціальність — 08.00.08 — Гроші, фінанси і кредит. Рік захисту — 2008.

## Підвищення кваліфікації
- 2010 — Національний університет «Львівська політехніка» за програмою «Використання інформаційних технологій в роботі викладача»
- 2012 — ПАТ Акціонерно-комерційний банк «Львів» за програмою «Банківські операції. Управління персоналом банку»
- 2017 — Західна регіонально дирекція ПАТ «Укрбудінвестбанк» у місті Львові за програмою «Банківські операції. Банківська система. Управління персоналом. Управління ризиками. Банківський менеджмент»

## Підручники та навчальні посібники
1. Основи теорії економічної конкуренції: навч. посібник / С. К. Реверчук, Т. В. Сива, Л. С. Реверчук, Л. Г. Кльоба; Львівський нац. ун-т ім. І. Франка. — К. : Знання, 2007. — 271 с.

### Монографії
1. Кльоба Л. Г. Управління банківською інвестиційною діяльністю / Кльоба Л. Г. / Монографія. [За ред. д.е.н., проф. С. К. Реверчука]. — Львів: Тріада плюс, 2007. — 226 с.
2. Реверчук С. К., Кльоба Л. Г., Паласевич М. Б. Управління і регулювання банківською інвестиційною діяльністю: [наукова монографія] / За ред. д.е.н., проф. С. К. Реверчука. — Львів: Тріада плюс, 2007. — 352 с.

### Публікації у фахових виданнях (2010—2017рр.)
1. Кльоба Л. Г. Ризик-менеджмент банківської інвестиційної діяльності / Л. Кльоба // Вісник Національного банку України. — 2010. — № 1. — С. 44 — 47.
2. Кльоба Л. Г. Маркетингові аспекти вдосконалення управління банківською діяльністю / Л. Г. Кльоба // Логістика: [зб. наук. пр.] / відп. ред. Є. В. Крикавський. — Л. : Вид-во Львів. політехніки, 2010. — С. 315—320. — (Вісник / Нац. ун-т «Львів. політехніка» ; № 690).
3. Кльоба Л. Г. Організаційно-економічні напрями вдосконалення банківської інвестиційної діяльності / Л. Г. Кльоба // Науковий вісник: Збірник науково-технічних праць. — Львів, НЛТУУ. 2010. — Вип. 20.15. — С. 265—272.
4. Кльоба Л. Г. Сутність банківського інвестування та інструментарій його дослідження / Л. Г. Кльоба // Вісник ТНЕУ. — Тернопіль, 2011. — № 1. — С. 78-85.
5. 5. Кльоба, Л. Г. Аналіз умов та чинників розвитку банківської інвестиційної діяльності / Л. Г. Кльоба // Інвестиції: практика та досвід. — 2011. — № 3. — C. 3–6.
6. Кльоба, Л. Г. Особливості розробки, ціноутворення та реклами банківських інвестиційних продуктів в умовах поглиблення конкуренції / Л. Г. Кльоба // Економіка та держава. — 2011. — № 4. — C. 20–23.
7. Кльоба, Л. Г. Конкурентний механізм розвитку банківської діяльності / Л. Г. Кльоба // Регіональна економіка. — 2011. — № 4. — C. 151—159.
8. Кльоба, Л. Вдосконалення управління банківською інвестиційною діяльністю в Україні / Л. Кльоба // Вісник НБУ. — 2011. — № 5. — С. 51–53.
9. Кльоба Л. Г. Регулювання банківської інвестиційної діяльності / Л. Г. Кльоба // Науковий вісник: Збірник науково-технічних праць. — Львів, НЛТУУ. — 2011, вип. 21.2. — С. 219—225.
10. Кльоба Л. Г. Оптимізація державного регулювання банківської діяльності / Л. Г. Кльоба // Науковий вісник: Збірник науково-технічних праць. — Львів, НЛТУУ. — 2011, вип. 21.3. — С. 210—216.
11. Кльоба Л. Г. Проблеми сучасного дострокового кредитування в Україні / Л. Г. Кльоба, М. І., Звізло І. М., О. Б. Курило // Вісник Університету банківської справи НБУ, № 2, 2011, С. 198—201.
12. Кльоба Л. Г. Вплив податкового регулювання на фінансову діяльність банку / Л. Г. Кльоба, О. І. Ярошик, О. С. Ярошик // Науковий вісник: Збірник науково-технічних праць. — Львів, НЛТУУ. — 2011, вип. 21.10. — С. 173—178.
13. Кльоба Л. Г. Система збалансованих показників як інноваційний інструмент удосконалення менеджменту персоналу банку / Л. Г. Кльоба // Вісник Університету банківської справи НБУ. — 2012. — № 1 (13) . — С. 284—288.
14. Кльоба Л. Г. Класифікація ризиків та оцінка ефективності менеджменту персоналу банку / Л. Г. Кльоба, Й. М. Петрович, В. Л. Кльоба // Менеджмент та підприємництво в Україні: етапи становлення і проблеми розвитку: [збірник наукових праць] / відповідальний редактор О. Є. Кузьмін. — Львів : Видавництво Львівської політехніки, 2012. — С. 111—118. — (Вісник / Національний університет «Львівська політехніка» ; № 727).
15. Кльоба Л. Г. Фінансовий супермаркет — інноваційна модель розвитку комерційного банку / Л. Г. Кльоба // Проблеми економіки та управління: [збірник наукових праць ] / відповідальний редактор Й. М. Петрович. — Львів: Видавництво Львівської політехніки, 2012. — С. 103—110 — (Вісник / Національний університет «Львівська політехніка»; № 725).
16. Кльоба Л. Г. Умови та чинники державного регулювання банківської діяльності /Л. Г. Кльоба, В. Л. Кльоба, Р. Л. Кльоба // Економіка та держава. — 2013. — № 9. — С. 42-45.
17. Кльоба Л. Г. Методологічні підходи до визначення сутності банків і банківської діяльності / Л. Г. Кльоба, В. Л. Кльоба, Р. Л. Кльоба // Економіка та держава. — 2013. — № 10. — С. 55-58.
18. Кльоба Л. Г. Збалансована система показників як ефективний інструмент управління кадровою безпекою банку / Л. Г. Кльоба // Вісник НБУ, № 4, 2014, С. 68-72.
19. Кльоба Л. Г. Маркетинговий підхід до управління банківською кредитною діяльністю / Л. Г. Кльоба // Економіка та держава, № 5, 2016, С. 77-81.
20. Кльоба Л. Г. Процесний підхід до управління банківською інвестиційною діяльністю / Л. Г. Кльоба // Інвестиції: практика та досвід, № 11, 2016, С. 19-23.  (Index Copernicus)
21. Кльоба Л. Г. Банківська інвестиційна діяльність на ринку цінних паперів / Л. Г. Кльоба // Економіка та держава, № 6, 2016, С. 20-24.
22. Кльоба Л. Г. Фінансова безпека і ризики банківської інвестиційної діяльності / Л. Г. Кльоба // Інвестиції: практика та досвід, № 12, 2016, С. 6-12. (Index Copernicus)
23. Кльоба Л. Г. Оцінювання рівня інноваційності банківських продуктів і послуг/Л. Г. Кльоба // Ефективна економіка, № 6, 2016, — [Електронний ресурс]. — Режим доступу до журналу: http://www.economy.nayka.com.ua (Index Copernicus)
24. Кльоба Л. Г. Сутність, структура та елементи інвестиційного ринку України /Л. Г. Кльоба // Агросвіт, № 6, 2016, С. 12-17. (Index Copernicus)
25. Кльоба Л. Г. Інноваційна політика та безпека банку / Л. Г. Кльоба // Ефективна економіка, № 7, 2016, — [Електронний ресурс]. — Режим доступу до журналу: http://www.economy.nayka.com.ua (Index Copernicus)
26. Кльоба Л. Г. Напрями вдосконалення управління банківськими ризиками / Л. Г. Кльоба // Економіка та держава, № 6, 2017, С. 80-85.  (Index Copernicus)
27. Кльоба Л. Г. Ефективний ризик-менеджмент- запорука фінансової безпеки банку / Л. Г. Кльоба // Ефективна економіка, № 6, 2017, — [Електронний ресурс]. — Режим доступу до журналу: http://www.economy.nayka.com.ua (Index Copernicus)

## Додаткова інформація
- Наукові інтереси: Управління банківською інвестиційною діяльністю.